# Myrtle Lange
Myrtle Lange ist eine ehemalige deutsche Squashspielerin.

## Karriere
Myrtle Lange war in den 1970er- und 1980er-Jahren als Squashspielerin aktiv. Mit der deutschen Nationalmannschaft nahm sie 1978 an der Europameisterschaft teil, die bei den Damen erstmals ausgetragen wurde. Sie belegte als Spitzenspielerin mit der Mannschaft den siebten Platz. Sie gehörte außerdem weitere Male zum deutschen Kader bei Europameisterschaften, so etwa 1982.
1978 und 1979 wurde die für Hamburg startende Lange zweimal in Folge Deutsche Meisterin. 1981 gewann sie den Bremer Schlüssel.

## Erfolge
- Deutsche Meisterin: 1978, 1979